# Bloody Cross
Bloody Cross (ブラッディ・クロス, Buraddi kurosu) est un shōnen manga de Shiwo Komeyama, prépublié dans le magazine Monthly Shōnen Gangan entre février 2009 et juillet 2015 et publié par l'éditeur Square Enix depuis juin 2009. La version française est éditée par Ki-oon depuis mai 2012.

## Synopsis
Tsukimiya, mi-ange mi-vampire, est condamnée, comme les hybrides de son espèce, à mourir lors de ses dix-huit ans. Ses deux seuls espoirs sont d'ingurgiter le sang d'un démon de pure souche ou d'obtenir le pouvoir divin contenu dans le grimoire des prophéties, un des treize objets utilisés pour la croisade, sorte de tournois dans lequel s'affrontent deux anges de sang pur dans le but de devenir Dieu. Elle va rencontrer un autre sang-mêlé du nom de Hinata qui va lui proposer son aide mais, est-il vraiment fiable ? Très rapidement, l'héroïne se retrouve embarquée malgré elle dans la croisade auquel elle est liée plus qu'elle ne le croit.
Trahison, alliance contre-nature et combats dantesque, les anges et démons réservent des surprises.

## Personnages

### Sang-mêlés
Tsukimiya (月宮, Tsukimiya) porteuse du stigmate des sang-mêlés elle est mi-ange mi-vampire. Capable de détecter les mensonges, elle peut également utiliser son sang comme arme et soustraire des informations par celui-ci. Elle devient malgré elle la porteuse du stigmate sombre, destinée à être sacrifiée durant la Croisade.
Hinata (ミォ, Hinata) porte également le stigmate des sang-mêlés, mi-ange mi-humain. Il manie les sortilèges et incantations et possède plusieurs familiers. À la fin de la série, on apprend qu'il s'agit en réalité d'un ancien participant de la Croisade, un ange de sang pur du nom de Subaru, réincarné dans un corps humain, ce qui lui a valu d'être considéré comme un sang-mêlé. Écœuré par la barbarie de la Guerre Sainte, il a décidé d'y mettre un terme.
Nao: sang-mêlé, comme Hinata il est mi-ange mi-humain, il n'a pas encore réussi à se libérer de la malédiction qui pèse sur lui. Il prétend avoir un faible pour Tsukimiya et la poursuit sans cesse de ses assiduités. Au début espion à la solde de Satsuki, il se rallie au camp de Tsuzuki. Avant de repartir vers Satsuki et de se sacrifier pour le tuer sans grand succès.

### Candidats à la divinité
Tsuzuki est un ange de sang pur. Il est l'un des deux candidats à la divinité et le petit frère de Satsuki. Il a plutôt un bon fond, mais sa haute estime de lui-même le pousse à considérer tout le monde comme un serviteur potentiel. Il est régulièrement traité d'incapable par ses propres alliés.
Satsuki est un ange déchu, il est le deuxième aspirant dieu et le grand frère de Tsuzuki. Cruel et sans pitié, il semble perdre parfois la raison.
Hanamura est le valet de Tsuzuki, un démon chien.
Momose est un démon chat au service de Satsuki, elle est très attachée à lui. Elle manipule les ombres.
Subaru (ancienne Croisade) : ange de sang pur ayant participé à la précédente Croisade, à l'issue de laquelle il a échoué à devenir Dieu. Il a alors procédé à un sortilège qui lui a permis de se réincarner dans un corps humain. En quelque sorte, son esprit cohabite avec celui du Hinata originel.
Yuzuka (ancienne Croisade) : Ancienne porteuse du stigmate maudit elle a été sacrifiée par l'autre aspirant dieu durant la dernière Croisade, mais pour la remercier celui-ci à réincarner son âme dans un autre corps qui n'est autre que celui de Tsukimiya. Yuzuka est aveugle et peut prédire l'avenir mais seulement les évènements heureux.

### Membres d’Arcana
Izumi : P.-D.G. d’Arcana, une mystérieuse organisation qui s’intéresse aux reliques. C'est en réalité un démon. On apprend dans le tome 11 que son but est de duper le système pour se faire admettre comme troisième candidat lors de la Croisade. Il peut voir l'avenir et arrêter le temps.
Makino : bras droit d’Izumi, il se fait passer pour naïf et maladroit et devient le souffre-douleur de Hinata, mais c’est en réalité un démon.
Kuki : femme dont la vraie nature est inconnue. Existe en plusieurs clones.

### Fossoyeurs de Dieu
Tokiwa : ange déchu tout comme Satsuki avec qui il s'alliera, c'est le capitaine du premier bataillon et le leader des Fossoyeurs de Dieu, une organisation chargée du bon déroulement de la Croisade. C'est le second porteur du stigmate sombre.
Setsu : observateur de Tokiwa. Il est chargé de démasquer les espions et de mener des enquêtes.
Kikusaka : capitaine du deuxième bataillon. Il possède une relique divine de type arme. Il sera le seul des capitaines à survivre à la fin de la croisade.
Oma: capitaine du troisième bataillon. Il a été un traître aux côtés de Kanade mais fût tué par cette dernière.
Yamabuki: Il était le capitaine du quatrième bataillon. Mais a été accusé de trahison puis exécuté et remplacer par Tsukimiya.
Ichikawa: capitaine du cinquième bataillon. Il possède un odorat extrêmement développé.
Kanade: capitaine du sixième bataillon et traîtresse à la solde d'Arcana. Une fois capturée elle est jetée dans la fosse aux serpents, vouée à connaître une mort atroce. Elle adore les sucettes et en possède dans différentes formes.
Ridô: membre des Fossoyeurs dans le quatrième bataillon et anciennement du sixième, il a fait à Tsukimiya un lavage de cerveau pour la forcer à combattre du côté des Fossoyeurs en tant que capitaine du quatrième bataillon, à la place de Yamabuki. Il est allié à Kanade et a rejoint la cause de Satsuki, en même temps que cette dernière.
Dame Marianne: Partenaire de Ridô, c'est une peluche vivante en forme de lapin sans doute crée par celui-ci. Elle peut invoquer des parasites de soins ou de contrôle qui sortent de sa bouche comme elle la fait pour le lavage de cerveau à Tsukimiya. Elle rejoindra comme Ridô: Satsuki. 

## Manga
Initialement publié en one shot le 12 juin 2006 dans le magazine Monthly Shōnen Gangan, le manga est prépublié entre le 12 février 2009 et le 10 juillet 2015 dans le même magazine et publié par l'éditeur Square Enix depuis juin 2009. La version française est éditée par Ki-oon depuis mai 2012.